# Mob Land
Ne doit pas être confondu avec MobLand.
Pour plus de détails, voir Fiche technique et Distribution.
Mob Land est un film américain écrit et réalisé par Nicholas Maggio et sorti en 2023. Le film est distribué aux États-Unis par Saban Films et connait une sortie limitée en salles et est également disponible en VOD.

## Synopsis
Dans la petite ville de Dixie située dans le Sud des États-Unis, tenue par le shérif Bodie Davis qui tente de maintenir la paix coûte que coûte malgré une maladie qui le ronge, un père de famille au chômage, Shelby, décide d'aider son beau-frère Trey à cambrioler un laboratoire de fabrication d'oxycodone pour subvenir aux besoins de sa femme et de leur fille. Malheureusement, le duo ignore que le bâtiment sert de business caché à la mafia de La Nouvelle-Orléans qui se lance à leurs trousses.

## Fiche technique
Sauf indication contraire, les informations mentionnées dans cette section peuvent être confirmées par la base de données cinématographiques IMDb,  présente dans la section « Liens externes ».
- Titre original et français : Mob Land
- Réalisation et scénario : Nicholas Maggio
- Musique : David Gerald Steinberg
- Photographie : Nick Matthews
- Montage : Bryan Gaynor
- Production : Corey Large et Bernie Gewissler
- Sociétés de production : 308 Ent, Arcana Studio, BondIt Media Capital, Grandave Capital et Yale Productions
- Société de distribution : Saban Films (États-Unis)
- Budget : n/a
- Pays de production :  États-Unis
- Langue originale : anglais
- Format : couleur
- Genre : action, thriller
- Durée : 111 minutes
- Dates de sortie : 
  - États-Unis : 4 août 2023 (sortie limitée en salles et VOD)
  - France : 23 août 2024 (en vidéo)

## Distribution
- John Travolta : le shérif Bodie Davis
- Shiloh Fernandez : Shelby Connors
- Stephen Dorff : Clayton Minor
- Ashley Benson : Caroline Connors
- Kevin Dillon : Trey
- Tia DiMartino : Mila Connors
- Timothy V. Murphy : Ben
- Robert Miano : Ellis
- Debra Nelson : Mme Whitney
- Emily Tremaine Fernandez: Casey